# Jošavica (Petrinya)
Jošavica falu Horvátországban, Sziszek-Monoszló megyében. Közigazgatásilag Petrinyához tartozik.

## Fekvése
Sziszek városától légvonalban 18, közúton 27 km-re délre, községközpontjától légvonalban 15, közúton 20 km-re délkeletre a Báni végvidék középső részén, a Zrinyi-hegység északi oldalán, a 30-as számú főúttól keletre, a Joševica-patak melletti magaslaton fekszik.

## Története
Jošavicán már a török uralom idején is éltek pravoszláv családok. 1683 és 1699 között felszabadító harcokban a keresztény seregek kiűzték a térségből a törököt és a török határ az Una folyóhoz került vissza. 1697 körül a Turopolje, Jasenovac, Ivanić, Dubrava, Posavina és Polonja vidékéről katolikus horvát lakosságtelepült le itt. Őket a 18. században több hullámban a török uralom alatt maradt Közép-Boszniából, főként a Kozara-hegység területéről és a Sana-medencéből  pravoszláv szerb családok követték, akik idővel újra többségbe kerültek. Az újonnan érkezettek szabadságjogokat kaptak, de ennek fejében határőr szolgálattal tartoztak. El kellett látniuk a várak, őrhelyek őrzését és részt kellett venniük a hadjáratokban. 1696-ban a szábor a bánt tette meg a Kulpa és az Una közötti határvédő erők parancsnokává, melyet hosszas huzavona után 1704-ben a bécsi udvar is elfogadott. Ezzel létrejött a Báni végvidék (horvátul Banovina), mely katonai határőrvidék része lett. 1745-ben megalakult a Petrinya központú második báni ezred, melynek fennhatósága alá ez a vidék is tartozott. A pravoszláv parókia anyakönyveit 1777 óta vezetik. A falu első temploma egy a 18. században épített fatemplom volt, melyet a 19. században lebontottak és kőből új templomot építettek a helyére.
A település 1773-ban az első katonai felmérés térképén még „Josevicza” alakban szerepel. A katonai határőrvidék megszűnése után Zágráb vármegye Petrinyai járásának része volt. 1857-ben 585, 1910-ben 1004 lakosa volt. A 20. század első éveiben a kilátástalan gazdasági helyzet miatt sokan vándoroltak ki a tengerentúlra. 1918-ban az új szerb-horvát-szlovén állam, majd később Jugoszlávia része lett. A második világháború idején a Független Horvát Állam része volt, de lakossága fellázadt a fasiszta hatalom ellen. Sokan csatlakoztak a partizán egységekhez. A háború után a béke időszaka köszöntött a településre. Enyhült a szegénység és sok ember talált munkát a közeli városokban. A délszláv háború előestéjén lakosságának 98%-a szerb nemzetiségű volt. A falu 1991. június 25-én a független Horvátország része lett, de szerb lakossága a Krajinai Szerb Köztársasághoz csatlakozott. A falut 1995. augusztus 6-án a Vihar hadművelettel foglalta vissza a horvát hadsereg. A szerb lakosság többsége elmenekült. 2011-ben 84 lakosa volt.

## Népesség
| Lakosság változása | Lakosság változása | Lakosság változása | Lakosság változása | Lakosság változása | Lakosság változása | Lakosság változása | Lakosság változása | Lakosság változása | Lakosság változása | Lakosság változása | Lakosság változása | Lakosság változása | Lakosság változása | Lakosság változása | Lakosság változása |
| ------------------ | ------------------ | ------------------ | ------------------ | ------------------ | ------------------ | ------------------ | ------------------ | ------------------ | ------------------ | ------------------ | ------------------ | ------------------ | ------------------ | ------------------ | ------------------ |
| 1857               | 1869               | 1880               | 1890               | 1900               | 1910               | 1921               | 1931               | 1948               | 1953               | 1961               | 1971               | 1981               | 1991               | 2001               | 2011               |
| 585                | 682                | 743                | 850                | 908                | 1.004              | 893                | 981                | 672                | 661                | 641                | 555                | 501                | 432                | 82                 | 84                 |

## Nevezetességei
Szent György vértanú tiszteletére szentelt pravoszláv parochiális temploma a 19. században épült. A második világháború során súlyosan megsérült, és csak 1968-ban építették újjá. Jelenleg is eléggé rossz állapotban áll, tetőzete több helyen beszakadt. A kulturális minisztérium biztosított pénzösszeget a helyreállítási munkálatokra. Felújítása megkezdődött. Egyhajós épület félköríves szentéllyel, félköríves ablakokkal. A harangtorony a homlokzat felett áll, tetején díszes toronysisakkal.